# Ebh bank

ebh bank a/s var en dansk bank med hovedsæde i Fjerritslev. Banken beskæftigede i 2007 350 ansatte og havde et årsresultat på 300,2 mio. kr. I november 2008 måtte banken opgive at fortsætte på egen hånd, og aktiver og passiver blev overdraget til Det Private Beredskab under Finansiel Stabilitet A/S.
Banken havde 12 filialer i Danmark, primært i Han Herred, men også i Århus og København, samt et datterselskab i Tyskland, deutsche ebh. Banken blev grundlagt i 1992 under navnet Egnsbank Han Herred som en fusion af Han Herreders Sparekasse (grundlagt 1858) og Fjerritslev Bank A/S (grundlagt 1898). I marts 2005 skiftede banken navn til ebh bank. 
Banken etablerede netbanken Day2Day Bank i 1998. I 2001 indledtes en vækststrategi med overtagelsen af det tidligere børsnoterede DAI Holding A/S med aktiviteter i Horsens og København, og i 2004 var banken medstifter af Dansk Pantebrevsbørs sammen med Nykredit, Fondsbörse Deutschland Beteiligungsmakler AG og Börse Hamburg. Samme år blev inkassoselskabet Credit Consult A/S opkøbt, og i 2005 fulgte Midt Factoring A/S og med det et medejerskab i Debitor Registret A/S. I maj 2007 gik ebh bank ind på det tyske marked for inkassovirksomhed med etableringen af deutsche ebh, der har hovedsæde i Saarbrücken. Senere er deutsche ebh udvidet med filialer i Frankfurt am Main og Düsseldorf. I marts 2008 etableredes ebh leasing.

## Finanskrisen
I en fondsbørsmeddelelse 22. september 2008 meddelte banken at dens administrerende direktør Finn Strier Poulsen er blevet afskediget, og at banken nedjusteringer sine forventninger til resultatet for 2008 til 0 kr. Det kom blot 11 dage efter, at forventingerne var blevet nedjusteret til 110-130 mio. kr. Ifølge meddelelsen vil ebh bank i den kommende tid indlede et frasalg af datterselskaber. Nationalbanken og en række andre banker vil sørge for, at driften kan fortsætte. Nedjusteringen 11. september betød, at bankens markedsværdi blev næsten halveret .
Den 18. november 2008 meddelte banken, at den måtte opgive at fortsætte på egen hånd og at der derfor blev indgået en aftale om, at aktiver og passiver blev overdraget til Det Private Beredskab.  Jørn Astrup Hansen blev sat i spidsen for fallitboet efter ebh bank.